# Antonio Castillo
Antonio Castillo, egentligen don Antonio Cánovas del Castillo del Rey, född 13 december 1908 i Madrid, död 13 maj 1984 i Madrid , var en spansk modeskapare verksam i Paris.

## Biografi
Castillo var född i en gammal spansk adelsfamilj. Han var son till politikern don Jesús Canovas del Castillo Vallejo och Elvira del Rey Martínez. Hans farfar, Emílio Canovas del Castillo var bror till Antonio Cánovas del Castillo (1828-1897). Hans far Jesús dödades under massakern i Paracuellos de Jarama den 7 november 1936 . Samma dag dödades även hans bror, don Carlos Cánovas del Castillo del Rey bara sjutton år gammal på Checa de Fomento i Madrid.
Castillo studerade vid Colegio del Pilar i Madrid, vid universitetet i Madrid och i El Sacromonte i Granada. I början av det spanska inbördeskriget åkte Castillo till Paris för att inleda en diplomatisk karriär men kom istället in i modets värld. Från 1941 till 1949, designade Castillo klänningar, smycken och hattar för modehusen Jeanne Paquin och Robert Piguet. Men Castillo designade också accessoarer för Coco Chanel. Castillo ansågs vara tillsammans med Pierre Balmain, Cristóbal Balenciaga, och Christian Dior, en av de mest lovande av den nya generationen av modeskapare i Paris efter andra världskriget.
Elizabeth Arden övertalade honom att designa för hennes salong i New York där han var verksam från 1942 till 1950. En annan modeskapare som också hade verkat där var Charles James (1906-78). Castillo var också i efterfrågade under 1940-talet som kostymdesigner för New York Metropolitan Opera Company och för flera Broadwayshower. 1948 erhöll han modeutmärkelsen Neiman Marcus Fashion Award.

## Huset Lanvin
År 1950 blev Castillo inbjuden av Jeanne Lanvins (1867-1946) dotter, grevinnan Marie-Blanche de Polignac (1897-1958) att designa för sin moders företag i Paris. Jeanne Lanvin, grundaren av huset, hade dött 1946 och hennes salong behövde någon att fortsätta dess traditioner. Castillo blev ansvarig för Haute couture kollektionerna.
Från 1950 till 1962 blev huset Lanvin-Castillo känt för sina eleganta kläder, slanka linjer, långa flödande kjolar i rika tyger och utarbetade broderier.

## Eget modehus
Castillo lämnade huset Lanvin 1963 och öppnade eget hus 1964 i Paris på nummer 95 Rue du Faubourg-Saint-Honoré med hjälp av sin trogna klient Gloria Guinness (1913-80).
Han fortsatte att skapa eleganta kläder och utarbetade kostymer för privatkunder, teater och film. Kundkretsen bestod bland annat av kvinnor från bäst klädda listan som till exempel; Hertiginnan (Wallis Simpson) av Windsor (1896-1986), Barbara Hutton (1912-1979), Madame Dulce Liberal Martinez de Hoz (1900-1987), Jayne Wrightsman (1919-2019) och Babe Paley (1915-78). År 1969 stängde han sitt modehus.
En av Castillos lärlingar var den blivande modeskaparen Oscar de la Renta som började hos Lanvin 1961. Även han kom att designa kläder för Elizabeth Arden innan han själv öppnade eget modehus 1965. Oscar de la Renta berättar vid ett tillfälle då han besökte Gloria Guinness i Miami att han frågade var hon hade gjort av dräkterna från hennes enorma garderob. Hon svarade att hon hade skänkt dräkterna från Balenciaga till Victoria and Albert Museum i London men behållit Castillos på grund av att hon ansåg att de var så bekväma.

## Priser och nomineringar
- Neiman Marcus Fashion Award (1948)
- Tony Award for Best Costume Design för Goldilocks (1959)
- BAFTA Award for Best Costume design för Nicholas och Alexandra (1971)
- Oscar (Lista över vinnare av Oscar för bästa kostym) 1971 för kostymdesignen i filmen Nicholas och Alexandra (1971) tillsammans med Yvonne Blake[9].

## Filmer med kläder skapade av Castillo
- 1946 - La Belle et la bête
- 1964 - The Yellow Rolls-Royce med Ingrid Bergman som bär kläder av Castillo
- 1971 - Nicholas och Alexandra (kostymfilm)

## Bilder
- Aftonklänning från 1957, Victoria and Albert Museum, London.
- Aftonklänning från 1957, Victoria and Albert Museum, London.
- Aftonklänning från 1957. Såld hos Stockholms Auktionsverk, våren 2010.